# Thorectes marginatus
Thorectes marginatus es una especie de coleóptero de la familia Geotrupidae.

## Distribución geográfica
Habita en Sicilia y el norte de África.